# Švaininkų miškai
Švaininkų miškai este o arie protejată (sit de importanță comunitară — SCI) din Lituania întinsă pe o suprafață de 600,45 ha, integral pe uscat.

## Localizare
Centrul sitului Švaininkų miškai este situat la coordonatele 55°46′19″N 24°09′04″E / 55.7719°N 24.151°E.

## Înființare
Situl Švaininkų miškai a fost declarat sit de importanță comunitară în noiembrie 2022 pentru a proteja un număr necunoscut de specii din flora spontană și fauna sălbatică aflate în arealul zonei.

## Biodiversitate
Situată în ecoregiunea boreală, aria protejată conține 3 habitate naturale: Taiga vestică, Păduri caducifoliate bătrâne naturale hemiboreale fino-scandinave (Quercus, Tilia, Acer, Fraxinus sau Ulmus) bogate în specii epifite, Păduri caducifoliate de mlaștină fino-scandinave.
La baza desemnării sitului se află un număr nedeclarat de specii protejate.